# Silvio Gesell

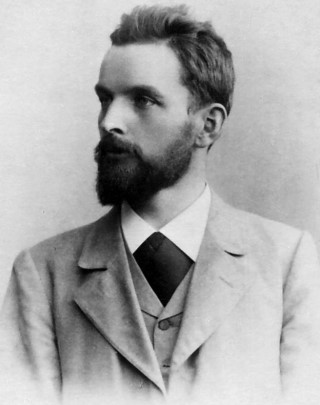
Silvio Gesell (1895)

Johann Silvio Gesell (* 17. März 1862 in Sankt Vith, Rheinprovinz; † 11. März 1930 in der Obstbau-Genossenschaft Eden bei Oranienburg) war ein deutsch-argentinischer Kaufmann, Finanztheoretiker, Sozialreformer und Begründer der Freiwirtschaftslehre. In der Münchner Räterepublik 1919 war er auf Vorschlag von Erich Mühsam und Gustav Landauer als Finanzminister tätig.
In der zweiten Hälfte des 20. Jahrhunderts wurden Gesells Ideen nur im überschaubaren Kreis seiner Anhängerschaft publiziert und diskutiert. Seit der Jahrtausendwende geriet Gesell wieder stärker in den Blick der Öffentlichkeit. Gründe dafür sind unter anderem die Diskussionen rund um die sogenannten Regional- und Kryptowährungen sowie um die Niedrigzinspolitik verschiedener Zentralbanken.

## Leben

Ernst Gesell, Silvios Vater (1819–1895)

Silvio Gesell als Kleinkind (Bildmitte) mit Mutter und Geschwistern

Silvio Jean Gesell war ein Sohn von Ernst Gesell und dessen Ehefrau Mathilde geb. Talbot und das siebte von neun Kindern. Seine Mutter war die Tochter des Ehepaares Jeanette und Nicolas Joseph Talbot. Die Großmutter Jeanette, auf die der zweite Vorname Gesells verweist, war eine Tochter des bekannten St. Vither Baumeisters Josef Lentz. Sie arbeitete vor ihrer Eheschließung in Verviers und Andenne als Erzieherin Ferdinando Carlos, des Prinzen von Capua und Bruders Ferdinand des II., König beider Sizilien. Ernst Gesell, Silvio Gesells Vater, war ein Sekretär des damals preußischen Kreises Malmedy und stammte aus Aachen. Sein Geburtshaus befindet sich in der St. Vither Rathausstraße 81. Das Gebäude ist mit einer Gedenktafel versehen.

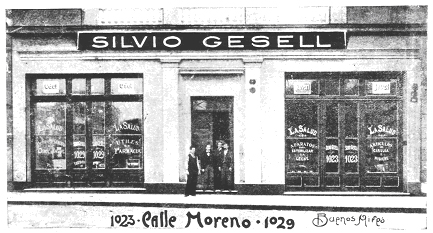
Der Firmensitz, die „Casa Gesell“, in Buenos Aires

Nach dem Besuch der Bürgerschule in Sankt Vith wechselte Gesell zum Gymnasium in Malmedy. Er musste schon früh für seinen Lebensunterhalt sorgen, verzichtete deshalb auf ein Studium und trat in den Dienst der Deutschen Reichspost ein. Die Beamtenlaufbahn lag ihm jedoch nicht. Er beschloss, bei seinen älteren Brüdern in Berlin den Beruf eines Kaufmanns zu erlernen. Danach lebte er zwei Jahre als Korrespondent in Málaga (Spanien). Widerwillig kehrte er nach Berlin zurück, um den Militärdienst abzuleisten. Anschließend arbeitete er als kaufmännischer Angestellter in Braunschweig und Hamburg.

Erste Seite des Verkaufskataloges der Firma Gesell, Buenos Aires

Im Jahre 1887 ging Gesell nach Buenos Aires (Argentinien), wo er sich selbstständig machte und eine Filiale des Berliner Geschäfts eröffnete. Die heftigen Wirtschaftskrisen des Landes, die seine Geschäftstätigkeit stark beeinflussten, regten ihn zum Nachdenken über die strukturelle Problematik des Geldwesens an. 1891 veröffentlichte Gesell seine erste währungstheoretische Schrift: Die Reformation des Münzwesens als Brücke zum sozialen Staat. Es folgten Nervus rerum und Die Verstaatlichung des Geldes. Nachdem er 1890 sein argentinisches Geschäft seinem Bruder übereignet hatte, kehrte er 1892 nach Europa zurück.
Nach einem kurzen Zwischenaufenthalt in Deutschland ließ sich Gesell in Les Hauts-Geneveys im Kanton Neuenburg in der Schweiz nieder, wo er einen Bauernhof erworben hatte. Neben seiner Arbeit in der Landwirtschaft widmete er sich weiterhin volkswirtschaftlichen Studien und der Schriftstellerei. Der von ihm 1900 gegründeten Zeitschrift Die Geld- und Bodenreform war kein großer Erfolg beschieden; sie musste aus finanziellen Gründen bereits 1903 wieder eingestellt werden.
Von 1907 bis 1911 lebte Gesell wieder in Argentinien. Danach siedelte er nach Deutschland über und wählte als Wohnsitz die vegetarisch ausgerichtete, von Franz Oppenheimer mitbegründete Obstbaugenossenschaft Eden in Oranienburg nördlich von Berlin. Hier gründete er gemeinsam mit Georg Blumenthal die Zeitschrift Der Physiokrat. Im März 1916, während des Ersten Weltkriegs, wurde die weitere Herausgabe von der Kriegszensur verboten. Gesell verließ Deutschland und begab sich wieder auf seinen Bauernhof in der Schweiz. Durch seine Geschäfte hatte er ein gewisses Vermögen erworben, mit dem er so zu disponieren vermochte, dass Krisen ihm nicht in größerem Umfang schadeten. Außerdem wurde er von Freunden unterstützt, besonders von Paul Klemm in Siebenbürgen/Rumänien, einem wohlhabenden Holzfabrikanten, der zuweilen die Druckkosten für Gesells Veröffentlichungen übernahm.

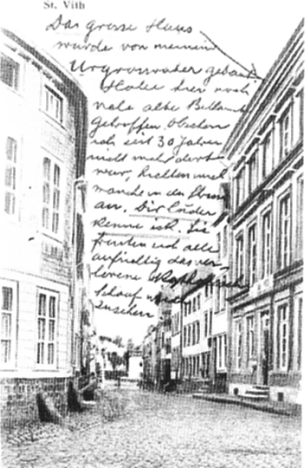
Postkarte von Silvio Gesell um 1920. Er schreibt unter anderem: „Das grosse Haus wurde von meinem Urgroßvater gebaut […]“, gemeint ist der St. Vither Baumeister Josef Lentz.

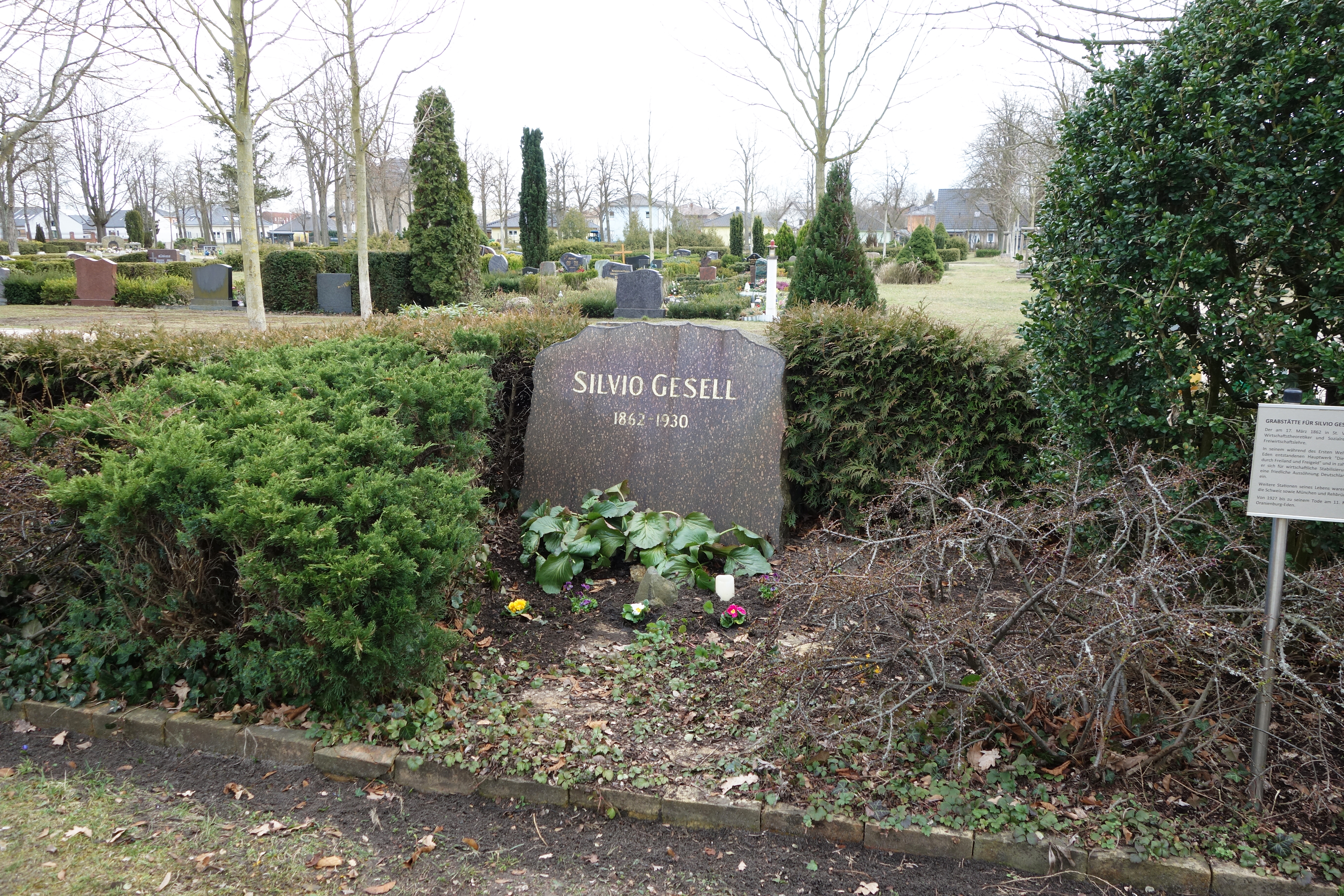
Silvio Gesells Grab auf dem Stadtfriedhof Oranienburg am 17. März 2023 (Koordinaten:)

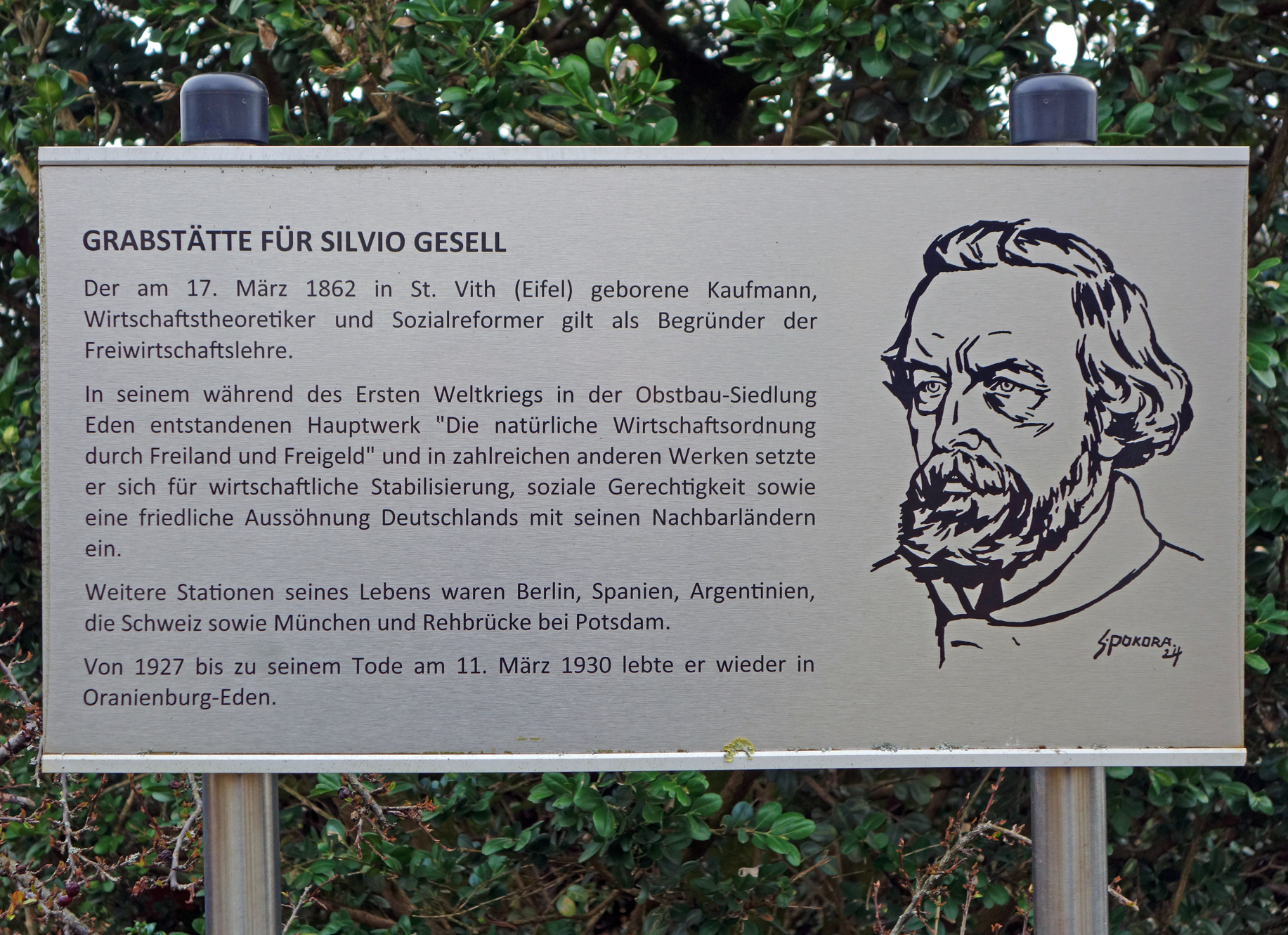
Infotafel am Grab (17. März 2023)

Im April 1919 wurde Gesell von Ernst Niekisch in die Revolutionsregierung der Münchner Räterepublik nach München gerufen. Diese bot ihm zunächst einen Sitz in der sogenannten Sozialisierungskommission an und ernannte ihn – nach einem Vorschlag Erich Mühsams und Gustav Landauers – kurze Zeit später zu ihrem „Volksbeauftragten für Finanzen“ mit Sitz in München. In dieser Zeit arbeitete Gesell mit dem Jura-Professor Karl Polenske von der Universität Greifswald sowie mit dem schweizerischen Arzt und Mathematiker Theophil Christen zusammen. Seine Amtszeit dauerte allerdings nur sieben Tage. Nach dem blutigen Ende der Räterepublik wurde Gesell inhaftiert. Dort teilte er die Zelle mit dem Dichter Gusto Gräser, dessen Revolutionsschrift er finanzierte. Nach mehrmonatiger Haft wurde er im Juli 1919 in einem Hochverratsprozess vor einem Münchner Standgericht aufgrund seiner Selbstverteidigungsrede freigesprochen. Die Prozesskosten gingen zu Lasten der Staatskasse. Allerdings wurde er, zusammen mit Gräser und anderen, aus Bayern ausgewiesen. Unmittelbar nach seinem Freispruch nahm Gesell mit seinen Anhängern die Werbetätigkeit für seine Reformideen wieder auf.
Wegen seiner Beteiligung an der Münchner Räterepublik verweigerten ihm als „unerwünschtem Ausländer“ die Schweizer Behörden die Rückkehr auf seinen Bauernhof. Daraufhin zog sich Gesell zunächst nach Rehbrücke bei Berlin, später wieder nach Oranienburg-Eden zurück. Im Jahre 1924 folgte nochmals ein Aufenthalt in Argentinien. Ab 1927 wohnte er wieder in Eden, wo er am 11. März 1930 einer Lungenentzündung erlag und einige Tage später im kleinen Kreis auf dem Stadtfriedhof Oranienburg beigesetzt wurde. Die Grabrede hielt Bertha Heimberg. Silvio Gesell war verheiratet mit Anna geb. Böttger, und hatte mit ihr vier Kinder. Aus seiner Verbindung mit Georg Blumenthals Ehefrau Jenny Blumenthal geb. Führer ging 1915 Hans-Joachim Führer hervor. Weitere Beziehungen und Kinder hatte Gesell mit Wanda Tomys und Grete Siermann.

## Freiwirtschaftslehre
In seinem Buch „Die natürliche Wirtschaftsordnung durch Freiland und Freigeld“, das 1916 im Selbstverlag erschien, stellte Gesell seine Theorie vor. Dieses Werk ist bis heute wesentliche Grundlage der Freiwirtschaftslehre. Silvio Gesell vertrat eine weltbürgerliche Einstellung. Nach seiner Überzeugung sollte die Erde allen Menschen gleichermaßen gehören, ohne Unterschied von Rasse, Geschlecht, Stand, Vermögen, Religion, Alter oder Leistungsfähigkeit. Landesgrenzen müssten überflüssig werden.

Gesell baute seine volkswirtschaftlichen Überlegungen auf den Eigennutz des Menschen als gesundem, natürlichem Antrieb, der es ihm erlaube, seine Bedürfnisse zu verfolgen und wirtschaftlich tätig zu sein. Dieser Gegebenheit müsse auch eine Wirtschaftsordnung gerecht werden, sonst sei sie zum Scheitern verurteilt. Deshalb nannte Gesell die von ihm entworfene Wirtschaftsordnung „natürlich“. Mit dieser Haltung stellte er sich bewusst in Gegensatz zu Karl Marx, der eine Änderung der gesellschaftlichen Verhältnisse forderte. 

„Weder mit Gewalt noch auf gesetzlichem Wege ist das marxistische Ziel zu erreichen. Die Natur des Menschen ist gegen dieses Ziel gerichtet, bäumt sich dagegen auf.“

In Berücksichtigung des Eigennutzes trat Gesell ein für freien, fairen Wettbewerb mit gleichen Chancen für alle. Dazu gehörte für ihn der Abbau aller ererbten und gesetzlichen Vorrechte. Jeder sollte einzig seine persönlichen Fähigkeiten einsetzen, damit aber auch sein Auskommen finden können. In der von ihm angestrebten „natürlichen Wirtschaftsordnung“ würde der freie Wettbewerb den Begabtesten gerechterweise das höchste Einkommen sichern, ohne Verfälschung durch Zins und Bodenrente. Ebenso würde sie den weniger Befähigten ein ausreichendes Auskommen gewähren, weil ihnen keine Abgaben für Zins und Bodenrente auferlegt sein würden. Ein gerechter Ausgleich von Arm und Reich wäre möglich. Daneben stünden für die Unterstützung von Bedürftigen genügend Mittel zur Verfügung, weil das erhöhte Durchschnittseinkommen jedem erlaube, für sie das Nötige aufzuwenden.

### Beobachtungen in Argentinien
Nach dem Sturz des Diktators Juan Manuel de Rosas trat 1853 eine liberale Verfassung in Kraft, die das Land auch für Einwanderer öffnete. Die Wirtschaft begann zu blühen, Schafwolle wurde zum wichtigsten Exportartikel. Ein Rückgang der Weltkonjunktur Mitte der 1870er Jahre und die Einführung einer goldgedeckten Währung führte um 1890 zu einer Wirtschaftskrise. Die exportorientierte Wirtschaft wurde durch die Golddeckungsvorschriften gefesselt. Es entwickelten sich die typischen Zeichen einer deflationären Abwärtsspirale: Abnehmende Geldmenge → Sinkende Löhne → Geldhortung (Konsumrückgang) → Absatzrückgang → Unternehmenspleiten → Massenentlassungen → Massenarbeitslosigkeit.
Der Versuch, durch Ausweitung der Geldmenge den sinkenden Preisen und dem steigenden Geldwert gegenzusteuern, scheiterte, weil die Menschen auch das neue Geld horteten. Das Warenangebot blieb überhöht, die Preise sanken wieder schnell auf das alte Niveau. Langfristige Preiserhöhungen hätten das Sparen unattraktiver gemacht, dadurch die Menschen zu mehr Konsum getrieben, und die heimische Wirtschaft wieder angekurbelt.

### Geld und Freigeld
Die Analyse der Wirkungen, die die wirtschaftlichen Krisen Argentiniens auf die eigene Geschäftstätigkeit hatte, führte Gesell zu seinen geldpolitischen Thesen. Dabei stützt er sich unter anderem auf Pierre-Joseph Proudhons Vorstellung einer „révolution par le crédit“: Proudhon hatte vorgehabt, die von ihm angestrebte Revolution durch Abschaffung des Kredits und durch Vergabe zinsloser Darlehen herbeizuführen. Nach Gesells These ist eine gleichmäßige Umlaufgeschwindigkeit des Geldes für eine krisenfreie Wirtschaft von hoher Bedeutung. Gesell forderte, dass Geld der Wirtschaft nur als Tauschmittel dienen, sie aber nicht als Hortungsmittel lähmen darf.
Da das Geld im Gegensatz zu Waren und menschlicher Arbeitskraft weder „rostet“ noch „verdirbt“, könne ein Geldbesitzer sein Geld nach Gesells Auffassung ohne Nachteil zurückhalten, also „horten“. Er könne warten, bis die Waren für ihn billig oder die Zinsen hoch genug seien. Mit dieser spekulativen Verschiebung seines Konsumwunsches störe er den Wirtschaftskreislauf. Händler würden so gezwungen, ihre Preise zu senken. In der Folge müssten sie ihre Kosten durch Kredite decken. Diesen Bedarf lässt sich der Geldbesitzer nach Gesells Vorstellungen durch den Zins belohnen, ein Einkommen, für das er keine Leistung erbringe. Die Zinseinnahme verleihe er erneut, so dass seine Zinseinnahmen ständig wüchsen (Akkumulation). So würden nach Gesell „leistungslos“ Reichtümer dort angehäuft, wo sie nicht benötigt werden. Im Gegenzug dazu würde der arbeitenden Bevölkerung der ihr zustehende volle Arbeitsertrag vorenthalten.
Durch die Marktüberlegenheit des Geldbesitzers sah Gesell das freie Kräftespiel zwischen Verkäufer und Käufer grundlegend gestört. Daraus zog er den Schluss, Geld solle in seinem Wesen der Natur entsprechen und natürlichen Dingen nachgebildet werden. Das Geld in der Hand eines Geldbesitzers müsse wie menschliche Arbeitskraft und Waren mit der Zeit an Wert einbüßen; dann habe es auf dem Markt keine Vormachtstellung mehr. Geld wäre einem ständigen Weitergabedruck unterstellt. Jeder Geldbesitzer werde sein Geld nicht zu lange zurückhalten, sondern damit Waren oder Dienstleistungen kaufen, laufende Rechnungen begleichen oder es ohne Zinsforderung verleihen, um so der Wertminderung zu entgehen. So wirke Geld als Diener des Menschen und nicht als dessen Herrscher.
Dieses Geld nannte Gesell „Freigeld“. Es wird auch als umlaufgesichertes Geld bezeichnet oder – mit dem von Otto Heyn geprägten Begriff – Schwundgeld genannt, ein Begriff, der von Kritikern manchmal abwertend benutzt wird. Die Ausgabe des Freigeldes soll dem Staat vorbehalten sein, der hierfür ein Währungsamt einzurichten hat. Bei Inflationsgefahr soll das Währungsamt Freigeld einziehen, bei Deflationsgefahr solches ausgeben. Damit wäre die schädliche Eigenschaft des Geldes überwunden, für Geldbesitzer risikofrei gehortet zu werden. Zur Verwirklichung seiner Idee schlug er den Wechsel vom damals noch vorherrschenden Münzgeld zu Papiergeld vor, an dem sich die erforderlichen Vermerke über Wertminderung oder Gültigkeitsverfall eines Geldscheins vornehmen lassen. Wegen seiner Wertminderung würde Freigeld auch bei sinkenden Preisen (Deflation) und niedrigen Zinssätzen nicht gehortet werden. Gesell glaubte, auf diese Weise käme es zu einem starken und dauerhaften Kapitalangebot für die Wirtschaft. Er wollte so „den Zins in einem Meer von Kapital ersäufen“, wie er sich ausdrückte. Durch den gesicherten Umlauf würde Freigeld der Wirtschaft Krisen ersparen und durch das Absinken des allgemeinen Zinsniveaus zugleich die soziale Frage lösen.
Am Ende des Ersten Weltkriegs sagte Gesell aufgrund seiner Konjunkturtheorie einen noch furchtbareren Krieg voraus für den Fall, dass die Zinswirtschaft beibehalten würde:

„Trotz des heiligen Versprechens der Völker, den Krieg für alle Zeiten zu ächten, trotz der Rufe der Millionen: »Nie wieder Krieg!«, entgegen all den Hoffnungen auf eine schöne Zukunft, muss ich sagen: wenn das heutige Geldsystem, die Zinswirtschaft, beibehalten wird, so wage ich es, heute zu behaupten, dass es keine 25 Jahre dauern wird, bis wir vor einem neuen, noch furchtbareren Krieg stehen!“

### Geldwert, Geldmenge und Geldumlauf
Oberstes Ziel Gesells war eine Wirtschaft ohne störende Konjunkturschwankungen und eine gerechte soziale Ordnung. Im Hinblick darauf forderte Silvio Gesell auch einen stabilen Geldwert, verbunden mit freien Wechselkursen und Aufhebung der Golddeckung. Dies bedeutet die Lösung der Geldmenge von den Goldvorräten der Zentralbanken wie auch die Aufhebung ihrer Einlösungspflicht von Geld gegen Gold.
Erst durch den durch Freigeld gesicherten stetigen Geldumlauf werde es möglich, die Menge des Geldes so zu steuern, dass seine Kaufkraft und damit auch die Preise stabil bleiben. Der Zentralbank, in Deutschland damals die Reichsbank, solle das Recht zur Ausgabe von Banknoten entzogen und einem unabhängigen Währungsamt übertragen werden. Zum Steuern der Geldmenge genügten ihm lediglich eine Druckerpresse zum Druck von Banknoten bei Geldmangel und ein Ofen zum Verbrennen derselben bei Geldüberschuss. Es gäbe keine massiven Schwankungen in der Wirtschaft und keine störenden Deflationen und Inflationen mehr. Auch die sozialen Unruhen durch hohe Arbeitslosigkeit würden, laut Gesell, dauerhaft beseitigt. Sein Steuersystem beruhte auf der Zeitfaktor-Ökonomie.
In Ergänzung zu flexiblen Wechselkursen schlug Gesell auch die Bildung einer internationalen Zahlungsvereinigung (Internationale Valuta-Assoziation, IVA) und die Einführung einer internationalen Währung mit Umlaufsicherung vor. Damit wollte er den internationalen Zahlungsverkehr erleichtern und ihn von bestehenden Länderwährungen unabhängig machen.

### Urzins
Gesell behauptete, einen allen Zinsforderungen zugrunde liegenden Zinsanteil gefunden zu haben, den er Urzins nannte, einen Mehrwert des Geldes. Den Urzins begründete Gesell ebenfalls mit der Überlegenheit des Geldes über Arbeitskraft und Waren. Er sei eine unvermeidliche Begleiterscheinung einer Wirtschaft mit Geldgebrauch. Der Urzins sei es, der dem Geldbesitzer als Kreditgeber (Gläubiger) einen leistungslos zufallenden Anteil am Arbeitsertrag seines Kreditnehmers (Schuldners) und seiner Kunden zuführe und dadurch zu großer sozialer Ungerechtigkeit führe. Unter den Urzins sei über Jahrhunderte hinweg kein Zinssatz je gesunken. Seine Höhe gab er mit zwei bis drei Prozent an.
Alle Zinsforderungen sah Gesell als Summe aus Urzins, Inflationsausgleich und Risikoanteil. Dazu komme, solange die Wirtschaft wächst, ein produktionsbedingter Wachstumsanteil, den er Darlehenszins auf Sachgütern nannte. Schließlich fordere die Bank für Kreditvermittlung ein Vermittlerentgelt. Damit setze sich Zins aus fünf Anteilen zusammen, auch wenn sie in der Praxis nicht einzeln ausgehandelt würden.
Könne die Überlegenheit des Geldes auf dem Markt durch die Einführung von Freigeld beseitigt werden, so würde sich nach Gesell der Urzins auf null abbauen und aus sämtlichen Zinsarten verschwinden. Weil durch Freigeld zugleich Inflation und Deflation weitgehend überwunden werden könnten, würde automatisch auch der Inflationsausgleich im Zins wegfallen. Weiterhin ergäben sich aus einem stabileren Wirtschaftsverlauf geringere Kreditrisiken, so dass auch der Risikoanteil im Zins zurückginge. Ohne Wirtschaftswachstum würde schließlich noch der Wachstumsanteil wegfallen, so dass praktisch von einem Nullzins gesprochen werden könne. Das Schrumpfen der Zinshöhe führe zu einer bedeutenden allgemeinen Entlastung der Wirtschaft und der Bevölkerung eines Landes von Zinskosten. Auf der anderen Seite wäre das Anhäufen leistungslos erworbenen Reichtums aus Zinseinnahmen nicht mehr möglich. Stattdessen ergäbe sich ein grundsätzlich größerer Wohlstand der arbeitenden Bevölkerung und eine weitgehende Lösung der sozialen Frage.
Mit der Erklärung des Zinsproblems aus dem Urzins als Erscheinung einer Geldwirtschaft stellte sich Silvio Gesell in Gegensatz zu Karl Marx, der den Zins aus den Produktionsverhältnissen der Wirtschaft erklärte. Gesell glaubte dagegen, der Darlehenszins könne nach Einführung des Freigeldes völlig zum Verschwinden gebracht werden, weil schließlich das Angebot von Krediten die Nachfrage danach übersteigen und dadurch der Darlehenszins zu null werde.

### Bodenreform
Gesell kritisierte am Bodenrecht die Möglichkeit, leistungslose Einkommen zu beziehen, weil die Bodeneigentümer von ihren Pächtern Bodenrente verlangen. Darüber hinaus würden Großgeldbesitzer, denen leistungslose Einkommen aus Zinsen nach der Einführung von Freigeld beschnitten seien, auf den Aufkauf von Grundstücken ausweichen. Dadurch würden die Grundstückspreise in unermessliche Höhen klettern, sehr zum Nachteil aller Übrigen, weil jeder Mensch zum Leben und Arbeiten auf Boden angewiesen sei.
Um auch hier Abhilfe zu schaffen, forderte Gesell, den Boden gegen Entschädigung in öffentliches Eigentum zu überführen, ihn zugleich aber seinen bisherigen Eigentümern gegen Entrichtung einer ständig wiederkehrenden Nutzungsabgabe an den Staat weiterhin zur Nutzung zu überlassen. Die darauf errichteten Gebäude und sonstigen Einrichtungen blieben hingegen weiterhin Privateigentum. Damit würde die Bodenrente der Allgemeinheit zufließen. Handel und Spekulation mit Boden wären unmöglich. Die Höhe der Abgabe solle für jedes Grundstück gesondert in einem Meistbietungsverfahren ermittelt und von Zeit zu Zeit veränderten Verhältnissen angepasst werden. Solchen Boden nannte Gesell „Freiland“.
Bei diesen Überlegungen ging Gesell davon aus, dass Boden ein Produkt der Natur und nicht des Menschen ist. Die Erde sollte allen Menschen gleichermaßen gehören. Deshalb durfte es für Gesell an Boden kein privates Eigentum geben, im Gegensatz zu den darauf bestehenden Einrichtungen. Eigentum an Boden sollte allein dem Staat zustehen.
Die Einkünfte des Staates aus den laufenden Bodennutzungsabgaben wollte Gesell in voller Höhe als Mutterrente an die Mütter verteilt haben gemäß der Zahl ihrer Kinder. Gesell glaubte, der Wert des Bodens und damit die Bodenrente stiegen mit zunehmender Zahl der Bewohner eines Landes und damit zunehmender Nachfrage nach Boden. Mit der Mutterrente verfolgte Gesell das Ziel, Frauen von Männern wirtschaftlich unabhängig zu machen, damit sie aus Liebe und nicht um der Versorgung willen einen Mann heirateten.
Zusammen mit dem Wegfall des Urzinses sollte der Wegfall der Bodenrente den Arbeitenden das Recht auf den vollen Arbeitsertrag sichern.

## Rezeption

### Frühe freiwirtschaftliche Organisationen

Gesell (Mitte) 1917 im Gespräch mit Fritz Schwarz (links) und Werner Zimmermann

Georg Blumenthal schuf 1909 mit dem Verein für Physiokratische Politik eine erste Plattform für die Verbreitung der Lehren Silvio Gesells. Es entstanden in der Folgezeit ein Verlag und 1913 eine erste Zeitschrift. Innerhalb der von Blumenthal in Gang gesetzten Bewegung kam es alsbald zu Meinungsverschiedenheiten, die zur Gründung weiterer Organisationen führten. Zu nennen sind hier der Freiland-Freigeld-Bund, gegründet von Paulus Klüpfel, sowie der von Helmut Haacke initiierte Bund für Freiwirtschaft.
Laut Günter Bartsch kämpften in der Frühzeit der freiwirtschaftlichen Organisationen „zwei Grundströmungen“ miteinander, der Anarcholiberalismus und der Staatssozialismus. Der Schweizer Lebensreformer Werner Zimmermann versuchte mehr oder weniger erfolglos eine Synthese, der er die Bezeichnung Freier Sozialismus gab. Gesell wollte die auseinanderstrebende Bewegung für die Errichtung einer Sozialistischen Einheitsfront gewinnen, zustande kam jedoch nur ein lockerer Zusammenschluss der verschiedenen Organisationen im Freiwirtschaftsbund. Als Silvio Gesell in die Regierung der Münchner Räterepublik eintrat, sahen das die meisten seiner Anhänger sowohl auf der einen als auch auf der anderen Seite als Fehler.

### Von der Räterepublik 1919 bis zum Tode Gesells

#### Erich Mühsam/Gustav Landauer
Dass Gesell zum Finanzminister der Münchner Räterepublik berufen wurde, ging unter anderem auf einen gemeinsamen Vorschlag Gustav Landauers und Erich Mühsams zurück. Zur Begründung schrieb der Letztgenannte in seinem Persönlichen Rechenschaftsbericht über die Revolutionsereignisse in München, dass Silvio Gesells „umfassendes Wissen auf dem Gebiete des Geldwesens“ und seine „lautere anarchistische Gesinnung“ bei ihnen bekannt gewesen sei. Darüber hinaus sei ihnen „die Praktizierung seiner Freigeldtheorie bei gleichzeitiger Nationalisierung der Banken“ als ein besonders wirksames Mittel erschienen, „die Ausbeutung und den Zinswucher beschleunigt unmöglich zu machen.“ In seinem „Nachruf“, der kurz nach dem Tode Gesells erschien, äußerte sich Mühsam so: „Die Zeit revolutionärer Verwirklichung wird dem Toten vieles abzubitten haben, was die Zeit dogmatischer Unbelehrbarkeit an dem Lebenden und damit zugleich an sich selbst gesündigt hat. Der Weg der Menschheit zur anständigen Gemeinschaft wird mit mancher Fuhre Erde aus dem Garten Silvio Gesells gestampft sein.“ Landauer zeigte sich schon sehr früh von der Freigeldtheorie Gesells beeindruckt. Er sah in ihm einen Schüler Proudhons. In seinem 1911 erschienenen Aufruf zum Sozialismus heißt es: „In der freien Tauschwirtschaft muss das Geld allen anderen Waren, von denen es sich heute im Wesen unterscheidet, gleich werden und doch allgemeines Tauschmittel sein. Sehr wertvoll sind die Vorschläge, die Silvio Gesell gemacht hat. […] Er ist einer der ganz wenigen, die von Proudhon gelernt haben, seine Größe anerkennen und im Anschluss an ihn zu selbstständigem Weiterdenken gekommen sind.“

#### Silvio Gesell und Gottfried Feder

„Silvio Gesell oder Gottfried Feder“ – Die Unterschiedlichkeit der Konzepte Gesells und Feders wurden auch in der nationalsozialistischen Bewegung wahrgenommen (Titelseite einer österreichischen NS-Schrift von 1921)

Der Historiker Udo Kissenkoetter verweist auf Veranstaltungen der antisemitischen Deutschsozialistischen Partei (DSP) in den 1920er Jahren, bei denen sowohl Gottfried Feder als auch Silvio Gesell als Hauptreferenten und Konkurrenten auftraten. Die Anhänger Gesells und Feders innerhalb der DSP rangen in vielen Sitzungen um ein Wirtschaftsprogramm, so etwa auf dem zweiten Parteitag im August 1920 in Leipzig. Durch diesen Diskurs in „frühfaschistischen Zirkeln“ wurden sowohl die Pläne Gesells zur Lenkung der Konjunktur als auch Feders Vorstellung einer staatlichen Geldschöpfung gedankliches Allgemeingut. Auf einem zwischenstaatlichen NSDAP-Treffen im August 1921 in Linz wurde schließlich entschieden, dass die wirtschaftlichen Grundsätze von Gottfried Feder gegen die Lehre von Silvio Gesell angenommen werden.
Ob die Forderung nach „Brechung der Zinsknechtschaft“, einem der zentralen Punkte im 25-Punkte-Programm der NSDAP, auf Gesells Freiwirtschaftslehre zurückgeht, ist umstritten. Der Publizist Carl Amery vertritt die Ansicht, Gesell habe dem nationalsozialistischen Wirtschaftstheoretiker Gottfried Feder für seine Parole von der „Brechung der Zinsknechtschaft“ die Ideen geliefert, Feder sei von Gesell „beseelt“ gewesen. Auch die Historiker Avraham Barkai und Hermann Weiß nehmen an, der nationalsozialistische Geldtheoretiker Gottfried Feder sei direkt von Gesell inspiriert gewesen. Werner Onken, Hans-Joachim Werner, Gerhard Senft und Hans-Werner Holub bestreiten dies. Die Gemeinsamkeit Gesells mit Feder habe sich auf beider Kritik am Zins beschränkt; ihre Vorgehensweisen hätten sich diametral unterschieden. Holub verweist zudem auf einen Artikel Feders im Völkischen Beobachter vom 27. Oktober 1923, in dem dieser schreibt, die restlose Ablehnung und wissenschaftliche Erledigung der Gesell’schen „Irrlehre“ könne als Gemeingut des Nationalsozialismus angesehen werden.

### Von 1930 bis zum Ende des 20. Jahrhunderts

Werbung für ein Radiogerät (1931) mit dem Angebot, WÄRA als Zahlungsmittel anzunehmen

#### Freigeldexperimente
Initiiert von den Gesell-Anhängern Hans Timm und Helmut Rödiger kam es während der Weltwirtschaftskrise an verschiedenen Orten in Deutschland und Österreich zu Aktionen mit Freigeld. In Schwanenkirchen war es der Bergbauingenieur Max Hebecker, der sich 1929 ein stillgelegtes Bergwerk gekauft hatte und es anschließend mit Freigeld wieder eröffnete. Im österreichischen Wörgl gab Bürgermeister Michael Unterguggenberger – inspiriert durch Silvio Gesell – umlaufgesicherte Arbeitsbestätigungsscheine aus. Das Experiment hatte großen Erfolg und wurde als das Wunder von Wörgl gefeiert.

#### Zeit des Nationalsozialismus
Nach dem Tode Gesells versuchten eine Reihe seiner Anhänger, die Gesellschen Ideen innerhalb der NSDAP zu verbreiten. Unter ihnen waren Wilhelm Radecke, Theodor Benn sowie der Wirtschaftsfachmann Franz Hochstetter. Radecke, der 1931 in die NSDAP eingetreten war, hatte sowohl durch seine berufliche Position als auch durch seinen alten Schulfreund Heinrich Himmler Zugang zu den oberen Kreisen der Partei, denen er das Gesellsche Wirtschaftsprogramm mündlich und schriftlich unterbreitete. Goebbels soll begeistert gewesen sein. Er habe – so die Freiwirtschaftliche Presse in ihrer Ausgabe 1/1934 – Wilhelm Radecke dazu aufgefordert, mit Hitler das Gespräch zu suchen und ihn ebenso zu überzeugen, „wie Sie mich überzeugt haben.“ In den Tagebüchern Joseph Goebbels finden sich ab dem 29. August 1931 mehrere positive Einträge zur Freiwirtschaft. Im Jahre 1932 erschien Radeckes Broschüre Der Weg aus der Not. In ihr setzte er sich scharf mit Gottfried Feder auseinander. Sein Programm beinhalte eine „ständische, absolut autarkische Wirtschaftsordnung“, die der konfuzianischen vergleichbar sei und bei Umsetzung in Deutschland innerasiatische Verhältnisse herbeiführen würde. Während diese Schrift und die darin vertretenen Vorschläge in einigen Teilen der NSDAP (darunter bei Ernst Röhm, Heinrich Himmler und wohl auch bei Rudolf Heß) auf positive Resonanz stießen, wurde sie in anderen Teilen (darunter von Hermann Göring) abgelehnt. Wilhelm Kube konnte sogar gegen Radecke einen Parteiausschluss durchsetzen. Grund war dessen öffentliche Kritik an Gottfried Feder.
Zunächst bildeten die Gesell-Anhänger unter den NSDAP-Mitgliedern nur eine lockere Gruppierung. Am 1. Mai 1933 kam es aufgrund einer Initiative Wilhelm Radeckes zur Gründung des Rolandbundes, eines „nationalen Bundes zur Sicherung der Markthoheit des Reiches“. Die von Otto Lautenbach herausgegebene Zeitschrift Schule der Freiheit (SdF) propagierte ebenfalls die Ideen von Gesell. Zunächst erschien sie im Rudolf-Zitzmann-Verlag als Monats- und ab Juli 1934 als Wochenzeitschrift. Während alle freiwirtschaftlichen Presseorgane zwischen 1933 und 1934 ihr Erscheinen einstellten beziehungsweise verboten wurden, überlebte die SdF bis 1943. Bei ihr gerieten allerdings mit der Zeit die Positionen Silvio Gesells weitgehend in den Hintergrund. Dafür veröffentlichte man Artikel Gustav Cassels, John Maynard Keynes’ und Irving Fishers. Ansonsten huldigte die Zeitschrift der sogenannten Nationalen Revolution, die das im November 1918 aufgerichtete Reich der Scheinfreiheiten liquidiert habe. Nun ginge es darum, „für Generationen eine neue Lebenswelt zu formen.“ Niemand dürfe abseitsstehen, „am wenigsten ein Freiwirt.“

#### Internationale Wahrnehmung
Aus Frankreich reiste der Finanzminister und spätere Ministerpräsident Édouard Daladier nach Wörgl. In den USA schlug der Volkswirtschaftler Irving Fisher der amerikanischen Regierung – wenn auch vergeblich – vor, ein Wörgl-ähnliches Geld mit Namen Stamp Scrip einzuführen. Irving Fisher bezeichnete sich als „einen bescheidenen Schüler des Kaufmanns Gesell“ und vertrat die Auffassung, das von Gesell vorgeschlagene Freigeld sei bei richtiger Anwendung in der Lage, die USA-Wirtschaftskrise der 1930er Jahre zu überwinden.
Der Brite John Maynard Keynes, der zu den bedeutendsten Ökonomen des 20. Jahrhunderts gehört, widmete in seinem 1936 erschienenen Buch Allgemeine Theorie der Beschäftigung, des Zinses und des Geldes Silvio Gesell und dessen Freiwirtschaftslehre ein ganzes Kapitel. Er stellte dort Gesell zunächst als einen „seltsamen“, aber „zu Unrecht übersehenen Propheten“ vor, setzte sich dann vor allem kritisch mit der Gesellschen Zinslehre auseinander und resümierte, „daß die Zukunft mehr vom Geiste Gesells als von jenem von Marx lernen wird.“ Der „hinter dem Stempelgeld liegende Gedanke“ sei – so Keynes –„gesund“.

#### Nach 1945
1950 erfolgte ein Zusammenschluss der Radikal-Sozialen Freiheitspartei (RSF), der Sozialen Freiheitspartei (SFP) und der Freien Sozialen Partei (FSP). Daraus entstand die Freisoziale Union (FSU) und später die Humanwirtschaftspartei, die im Parteiprogramm die Argumente von Gesell vertritt.
In der zweiten Hälfte des 20. Jahrhunderts wurden die Ideen Silvio Gesells kaum noch über die Kreise seiner Anhänger hinaus diskutiert.

### 21. Jahrhundert
Im 21. Jahrhundert erlebte Silvio Gesell eine „Renaissance“ – so unter anderem Christoph Scherrer 2012.
Mit Beginn der Weltwirtschaftskrise 2009 wurde die Idee des umlaufgesicherten Geldes an verschiedenen Stellen erneut aufgegriffen. EZB-Direktoriumsmitglied Benoît Cœuré erklärte am 9. März 2014 vor der Geldmarkt-Kontaktgruppe der EZB in einer Rede, dass die Idee negativer Zinsen oder der „Besteuerung des Geldes“ auf Silvio Gesell zurückgehe.
Auch die griechische Finanzkrise 2015 veranlasste Fachleute, zu denen der britische Wirtschaftshistoriker und Keynes-Biograph Robert Skidelsky gehörte, auf Gesells Freigeld als Lösungsmöglichkeit hinzuweisen. Stanley Fischer, Vizepräsident der US-amerikanischen Zentralbank FED, erwähnte in seiner Rede Monetary Policy, Financial Stability, and the Zero Lower Bound am 3. Januar 2016 Silvio Gesell als einen der Vordenker negativer Zinsen.
Silvio Gesells Freigeld wird auch im Zusammenhang mit den seit 2009 existierenden Kryptowährungen (zum Beispiel Bitcoin) diskutiert. Übliche Bitcoins sind allerdings kein Freigeld; ihnen fehlt die Umlaufsicherung, die im Bitcoin-System nicht vorgesehen ist. Die Wirtschaftswissenschaftlerin Beate Sauer schreibt: [Eine Umlaufsicherung] „könnte nur über einen Mehrheitsentscheid im Gesamtsystem umgesetzt werden, da die Blockchain-Technologie entsprechend umzugestalten wäre.“ Dass eine solche Umgestaltung technisch möglich ist, zeigt seit Dezember 2012 „[...] die Kryptowährung Freicoin, die eine Variante des ursprünglichen Bitcoin-Algorithmus nutzt. Dies ist möglich, weil die Bitcoin-Technologie eine Open Source Software ist, über die jeder verfügen und die jeder nach seinen Vorstellungen verändern kann.“ In der Praxis konnte der FRC sich jedoch nicht durchsetzen. Dazu das Krypto-Magazin: „Dies ist mitunter darauf zurückzuführen, dass die potentiellen Interessenten die Idee nicht angenommen haben – die meisten Menschen sind mit einem kapitalistischen System zufrieden und suchen nach Investitionsmöglichkeiten, mit denen ihr Geld vermehrt werden kann.“
Im Jahr 2018 entstand in Österreich Urs Eggers Spielfilm Das Wunder von Wörgl. Er erzählt die Geschichte des bereits oben geschilderten Schwundgeldexperiments, das unter der Leitung des damaligen Wörgler Bürgermeisters Michael Unterguggenberger realisiert wurde. Der mehrfach ausgezeichnete Film wurde samt einer zugehörigen Dokumentation erstmals am 1. Dezember 2018 im SRF, am 8. Dezember 2018 im ORF und am 23. April 2019 im Bayerischen Rundfunk ausgestrahlt. Der deutsch-französische Sender Arte zeigte den Film zum ersten Mal am 16. April 2019.
2023 stellte der Sozialwissenschaftler Ulrich Gausmann in seinem Buch Wirtschaft und Finanzen neu gedacht Alternativen für Wirtschafts- und Finanzsysteme vor. Zu ihnen zählte er auch die Reformvorschläge Silvio Gesells.
2024 wurde im Museum „Zwischen Venn und Schneifel“ in Gesells Geburtsort St. Vith die „Ausstellung zu Silvio Gesell: ‚Gesell Dich dazu …‘“ gezeigt. Ebenfalls 2024 vergab die Initiative für Natürliche Wirtschaftsordnung e. V. (INWO) in Zusammenarbeit mit dem argentinischen Institut für Silvio-Gesell-Studien und der US-amerikanischen Gesell Foundation zum ersten Mal den Silvio-Gesell-Preis. Preisträger war der Wirtschaftswissenschaftler Willem Buiter. Gewürdigt wurde damit, dass er „die erstmals von Silvio Gesell vor 100 Jahren vorgeschlagene Einführung von negativen Zinsen in den Wirtschaftswissenschaften verkehrsfähig“ gemacht habe.

## Vorwürfe wegen Antisemitismus und Sozialdarwinismus
Unabhängig von seiner Bedeutung für die Lehre der Freiwirtschaft wird Gesell wiederholt mit Rassismus, Antisemitismus, Eugenik und Sozialdarwinismus in Verbindung gebracht. Genährt werden solche Verbindungen durch einzelne Redewendungen und Stereotype in Gesells Schriften. So schrieb er beispielsweise von der „Hochzucht des Menschengeschlechts“, dem „Zuchtwahlrecht der Frauen“ oder hoffte auf eine „Erlösung von all dem Minderwertigen, mit dem die seit Jahrtausenden von Geld und Vorrecht geleitete Fehlzucht die Menschheit belastet hat“.
Nach Werner Onken orientierte sich Gesell außer an Charles Darwin auch an Max Stirner und Friedrich Nietzsche. Obwohl er in seinen Schriften sozialdarwinistische Termini verwendet habe, sei es ihm um die Menschheit als Ganzes gegangen und nicht etwa um die Herrschaft eines Volkes oder einer Rasse auf Kosten von anderen. Viele Aussagen Gesells seien nur aus der jeweiligen Zeit heraus und im Vergleich mit zeitgenössischen Texten zu verstehen.
Der Sozialphilosoph Johannes Heinrichs sah bei Gesell „durchaus so etwas wie einen Sozialdarwinismus“. Er würde außerdem die Grundgedanken des Manchester-Kapitalismus verteidigen: die „natürliche Auslese der Fähigsten“ und eine daraus resultierende „wirtschaftliche Überlegenheit der Tüchtigsten“. Der Soziologe Arno Klönne sagte in einem Rundfunkvortrag: „Silvio Gesell war kein Antisemit und er war kein Nationalist oder deutscher Imperialist. Sein politisches Weltbild war auf Gleichberechtigung der Völker, Abbau der nationalen Grenzen, Freihandel und Frieden ausgerichtet. In gewissem Sinne war er allerdings Sozialdarwinist.“

Bierl zitiert Gesells Ansichten über Frauen, die „weder ein Wahlrecht noch einen »besonderen« Beruf außer ihrem »natürlichen Beruf«, der Mutterschaft“, bräuchten:
Dank Schwundgeld wären Frauen nicht mehr gezwungen, des Geldes wegen zu heiraten, sondern nur noch aus Neigung, mit positiven Folgen für den Nachwuchs. »Dadurch veredelt die Münzreform auch die Race, indem sie die Mißgeburten des Geistes und des Körpers an der Fortpflanzung hindert. Die Münzreform läßt jeder Frau freien, selbständigen Willen bei der Wahl ihres Lebensgefährten.«
Der marxistische Ökonom Elmar Altvater meint, dass in Gesells Geld- und Bodenreform „ein struktureller Antisemitismus angelegt“ sei. Das „freiwirtschaftliche Konzept“ sei „anschlussfähig an rassistische und antisemitische Positionen“. Diese Kritik wurde von Werner Onken zurückgewiesen. Onken räumt zwar ein, dass „Silvio Gesells Kapitalismuskritik nur in ihren Anfängen noch nicht frei von antisemitischen Ressentiments“ gewesen sei. So habe er beispielsweise bedauerlicherweise „den Geldwucher nochmals mit den Juden assoziiert“. Onken resümiert, dass „Gesells Kritik am kapitalistischen Geldwesen sich nicht gegen die Juden richtete“. Von zwei Ausnahmen abgesehen seien Gesells Werke vielmehr durch „eine respektvolle Einstellung zu Juden“ geprägt.

## Würdigungen
Nach Silvio Gesell ist das argentinische Seebad Villa Gesell am Atlantischen Ozean benannt, das sein Sohn Carlos nördlich von Mar del Plata gründete und das über 20.000 ständige Einwohner zählt. Straßennamen erinnern an den Begründer der Freiwirtschaftslehre sowohl in seinem Geburtsort St. Vith (Belgien) als auch in Wörgl (Österreich), der Stadt des Schwundgeldexperiments. Die Silvio-Gesell-Tagungsstätte des 1927 gegründeten Freiwirtschaftlichen Jugendverbands Deutschland e. V. in Wuppertal verweist ebenfalls auf ihn.

## Schriften
Gesell veröffentlichte eine Fülle von Broschüren, Büchern, Aufsätzen und Vorträgen in deutscher und spanischer Sprache. Er gewann seine Erkenntnisse aus seinen Erfahrungen und Beobachtungen als Geschäftsmann, ergänzt durch das Studium wirtschaftswissenschaftlicher Literatur (Pierre-Joseph Proudhon, Karl Marx, Henry George u. a.). Dementsprechend schrieb er anschaulich und praxisbezogen. Sein Hauptwerk Die natürliche Wirtschaftsordnung durch Freiland und Freigeld (1916) erlebte zehn Auflagen und zahlreiche Übersetzungen.
Gesamtausgabe
- Gesammelte Werke. 18 Bände und Registerband. Gauke Verlag für Sozialökonomie, Kiel 2000[66]

Werke

Titelseite der Schrift: Der Abbau des Staates [...] (1919)

- Die Reformation des Münzwesens als Brücke zum sozialen Staat. Selbstverlag, Buenos Aires 1891
- Nervus rerum. Selbstverlag, Buenos Aires 1891
- Die Verstaatlichung des Geldes. Selbstverlag, Buenos Aires 1892
- El Sistema Monetario Argentino. Sus Ventajas y su Perfeccionamento. Selbstverlag, Buenos Aires 1893
- Die Anpassung des Geldes und seiner Verwaltung an die Bedürfnisse des modernen Verkehrs. Herpig & Stieveken, Buenos Aires 1897
- La Cuestion Monetaria Argentina. Buenos Aires 1898
- Die argentinische Geldwirtschaft und ihre Lehren. 1900
- Das Monopol der schweizerischen Nationalbank und die Grenzen der Geldausgabe im Falle einer Sperrung der freien Goldausprägung. K. J. Wyss, Bern 1901
- Die Verwirklichung des Rechts auf den vollen Arbeitsertrag durch die Geld- und Bodenreform. Selbstverlag, Les Hauts Geneveys/Leipzig 1906
- Die neue Lehre von Geld und Zins. Physiokratischer Verlag, Berlin/Leipzig 1911
- Die natürliche Wirtschaftsordnung durch Freiland und Freigeld. Selbstverlag, Les Hauts Geneveys 1916; 9. Auflage herausgegeben von Karl Walker: Rudolf Zitzmann Verlag, Lauf 1949 (PDF; 1,4 MB)
- Gold oder Frieden? Vortrag, gehalten in Bern am 28. April 1916. Selbstverlag, Les Hauts Geneveys 1916
- Freiland, die eherne Forderung des Friedens. Vortrag, gehalten im Weltfriedensbund in Zürich am 5. Juli 1917 in Zürich. Selbstverlag, Les Hauts Geneveys 1917
- Der Abbau des Staates nach Einführung der Volksherrschaft. Denkschrift an die zu Weimar versammelten Nationalräte. Verlag des Freiland-Freigeld-Bundes, Berlin-Steglitz 1919
- Die gesetzliche Sicherung der Kaufkraft des Geldes durch die absolute Währung. Denkschrift zu einer Eingabe an die Nationalversammlung. Selbstverlag, Berlin/Weimar 1919
- Das Reichswährungsamt. Wirtschaftliche, politische und finanzielle Vorbereitung für seine Einrichtung. Freiland-Freigeldverlag, Rehbrücke 1920
- Internationale Valuta-Assoziation (IVA). Voraussetzung des Weltfreihandels – der einzigen für das zerrissene Deutschland in Frage kommenden Wirtschaftspolitik. Freiwirtschaftlicher Verlag, Sontra 1920
- Die Freiwirtschaft vor Gericht. Mit einer Einleitung von Richard Hoffmann. Freiland-Freigeld-Verlag, Erfurt/Bern 1920
- An das deutsche Volk! Kundgebung des Freiwirtschaftlichen Kongresses zu Hannover. Freiland-Freigeld-Verlag, Erfurt 1921
- Deutsche Vorschläge für die Neugründung des Völkerbundes und die Überprüfung des Versailler Vertrages. Öffentlicher Vortrag, gehalten in der Aula des Gymnasiums zu Barmen am 20. Dezember 1920. Verlag des Freiland-Freigeld-Bundes, Barmen-Elberfeld 1921
- Die Wissenschaft und die Freiland-Freigeldlehre. Kritik und Erwiderung. Ohne Verfasserangabe erschienen. Erfurt/Berlin 1921
- Denkschrift für die Gewerkschaften zum Gebrauch bei ihren Aktionen in der Frage der Währung, der Valuta und der Reparationen. Selbstverlag, Berlin-Rehbrücke 1922
- Die Ausbeutung, ihre Ursachen und ihre Bekämpfung. Zweite Denkschrift für die deutschen Gewerkschaften zum Gebrauch bei ihren Aktionen gegen den Kapitalismus. Vortrag, gehalten in der Sozialistischen Vereinigung zur gegenseitigen Weiterbildung in Dresden am 8. Mai 1922. Selbstverlag, Berlin-Rehbrücke 1922
- Die Diktatur in Not. Sammelruf für die Staatsmänner Deutschlands. Freiland-Freigeld-Verlag, Erfurt 1922
- Das Trugbild der Auslandsanleihe und ein neuer Vorschlag zum Reparationsproblem. Eine weltwirtschaftliche Betrachtung, eine Warnung vor Illusionen und ein positiver Lösungsvorschlag. Freiwirtschaftlicher Verlag, Erfurt 1922
- unter dem Pseudonym Juan Acratillo: Der verblüffte Sozialdemokrat. 1922 (PDF)
- Der Aufstieg des Abendlandes. Vorlesung, gehalten zu Pfingsten 1923 in Basel auf dem 1. Internationalen Freiland-Freigeld-Kongress. Freiland-Freigeld-Verlag, Berlin/ Bern, 1923.
- mit Hans Bernoulli und Fritz Roth: Das Problem der Grundrente. Einleitende Gedanken zu einer wissenschaftlichen Abklärung. Selbstverlag des Schweizer Freiwirtschaftsbundes, Bern 1925
- Die allgemeine Enteignung im Lichte physiokratischer Ziele. Selbstverlag, Potsdam 1926
- Der abgebaute Staat. Leben und Treiben in einem gesetz- und sittenlosen hochstrebenden Kulturvolk. A. Burmeister Verlag, Berlin-Friedenau 1927
- Reichtum und Armut gehören nicht in einen geordneten Staat. Werkauswahl zum 150. Geburtstag, zusammengestellt von Werner Onken. Verlag für Sozialökonomie, Kiel 2011, ISBN 978-3-87998-462-6